# Perfect Day (singolo Lou Reed)
Perfect Day è un brano musicale scritto dall'artista statunitense Lou Reed e pubblicato su 45 giri il 24 novembre 1972 come lato B di Walk on the Wild Side.
Terza traccia dell'album Transformer, il brano ha guadagnato nuova popolarità negli anni novanta grazie a numerose citazioni in film (tra cui Trainspotting) e spot pubblicitari, oltre a cover come quella dei Duran Duran che raggiunse il 28º posto nella classifica britannica nel 1995.
Nel 1997 Lou Reed prese parte ad una nuova incisione di Perfect Day realizzata a scopo benefico dalla BBC, per la quale artisti come David Bowie, Bono, Elton John, Laurie Anderson e Tom Jones registrarono un verso della canzone a testa. Il 45 giri raggiunse il 1º posto nella Official Singles Chart, contribuendo a far entrare il brano nel pantheon delle più classiche ballate rock di sempre.
Il 28 ottobre 2013, il giorno dopo la morte di Lou Reed, il Cardinale e presidente del Pontificio consiglio della cultura Gianfranco Ravasi ha postato un messaggio su Twitter con il ritornello della canzone.

## Descrizione
Scritto da Lou Reed dopo una giornata passata a Central Park insieme alla sua fidanzata (e futura prima moglie) Bettye Kronstad, il brano è stato spesso interpretato come la descrizione di una storia d'amore, con possibili allusioni ai conflitti interiori di Lou e al suo rapporto con le droghe.
Alcune fonti hanno suggerito un riferimento al suo primo amore ai tempi dell'università, Shelley Albin, che proprio in quel periodo incontrò nuovamente e per l'ultima volta. Le parole finali della canzone, «You're going to reap just what you sow» («Raccoglierai ciò che hai seminato») sarebbero quindi l'amara riflessione sugli errori commessi e sull'impossibilità di quell'amore giovanile.
Altri ancora hanno visto in queste parole una romanticizzata metafora della tossicodipendenza di Lou Reed, un'ode all'uso dell'eroina come annientamento di sé stessi e della paura di vivere. Anche se questa interpretazione potrebbe essere frutto dell'uso della canzone in una delle scene del film di Danny Boyle Trainspotting, il testo aggiunge all'idealizzata descrizione di una "giornata perfetta" con la persona amata significati che alludono al sentimento agrodolce della nostalgia di cose passate e alla paura che si rivelino solo eventi partoriti dalla propria mente, forse annebbiata dall'uso delle droghe.
Qualunque sia l'interpretazione, la ripetizione del verso finale sembra comunque evocare sentimenti di rimpianto piuttosto che di conforto.

## Registrazione
La versione definitiva del brano venne incisa il 31 agosto 1972 ai Trident Studios di Londra, durante le sessioni dell'album Transformer, preceduta da un demo acustico nel quale Lou Reed alternava all'inizio delle diverse strofe «Just a perfect day...» con «Just a summer's day...» La traccia, come il resto dell'album, venne prodotta da David Bowie e Mick Ronson, all'epoca chitarrista degli Spiders from Mars, autore anche dell'arrangiamento e dell'accompagnamento al pianoforte.

## Formazione
- Lou Reed - voce
- Mick Ronson - pianoforte, archi
- Klaus Voormann - basso
- John Halsey - batteria
- Trevor Bolder - tromba
- Herbie Flowers - tuba

## Perfect Daydal vivo
Lou Reed eseguì Perfect Day per la prima volta dal vivo il 22 dicembre 1972 durante un concerto alla Cleveland Music Hall. Negli anni successivi il brano non ha mai rappresentato un classico nelle esibizioni live ed è stato "recuperato" solo dalla seconda metà degli anni novanta. Il 28 maggio 2002 è stato eseguito in un duetto con Luciano Pavarotti a Modena, durante l'annuale evento benefico Pavarotti & Friends.

## Pubblicazioni
Perfect Day è inclusa nelle seguenti raccolte di greatest hits:
- Retro (1989)
- The Best of Lou Reed & Velvet Underground (1995)
- Different Times: Lou Reed in the '70s (1996)
- Perfect Day (1997)
- The Very Best of Lou Reed (2000)
- Legendary Lou Reed (2002)
- NYC Man (The Ultimate Collection 1967-2003) (2003)
- NYC Man: Greatest Hits (2004)
- The Essential Lou Reed (2011)

Versioni dal vivo si trovano nell'album Perfect Night: Live in London del 1998 e nel DVD Lou Reed: Spanish Fly, registrato il 7 agosto 2004 al Festival Internacional de Benicàssim.
Il demo acustico che precedette l'incisione definitiva è incluso come traccia bonus nell'edizione rimasterizzata di Transformer del 2002.
Nel 2003 il brano è stato registrato di nuovo, con il contributo vocale dell'artista britannica Anohni, per il concept album The Raven, ispirato alle poesie e ai racconti di Edgar Allan Poe.

### Perfect Day '97
Nel 1997 Perfect Day fu utilizzata dalla BBC per un servizio promozionale trasmesso in televisione e nei cinema nel quale compariva Lou Reed insieme ad altri artisti, e che venne definito dal Financial Times «una sorprendente carrellata di artisti di livello mondiale».
Il filmato terminava con il messaggio «Qualunque sia il vostro gusto musicale, viene soddisfatto da BBC Radio e TV. Questo è possibile solo grazie all'unico modo in cui la BBC è pagata da voi. BBC. È ciò che voi la fate essere», mentre la voce fuori campo citava le parole finali della canzone: «Raccoglierete ciò che avete seminato». Il The Guardian commentò definendolo «un messaggio non troppo sottile: continuate a compilare l'assegno».
In risposta alle accuse da parte delle reti concorrenti di aver sprecato ingenti somme di denaro per il filmato la BBC rivelò che ogni artista aveva ricevuto un "gettone" di £250.
Dietro le insistenti richieste del pubblico, il 17 novembre la canzone venne pubblicata come singolo di beneficenza a favore di Children in Need e la BBC produsse un videoclip promozionale nel periodo natalizio. Lou Reed dichiarò per l'occasione: «Non sono mai stato così colpito da una performance di una delle mie canzoni».
Il singolo raggiunse il 1º posto della Official Singles Chart e rimase in classifica per 22 settimane, contribuendo con £2.125.000 alla fondazione e vendendo un milione e mezzo di copie da allora fino al 2012.

#### Tracce
Oltre alla versione principale, il singolo conteneva sul lato B una versione cantata dagli interpreti maschili e una da quelli femminili.
1. Perfect Day '97 - 3:46
2. Perfect Day '97 (Female Version) - 3:44
3. Perfect Day '97 (Male Version) - 3:48

#### Interpreti
Quello che segue è l'elenco in ordine di apparizione degli artisti che parteciparono alla registrazione. Oltre a questi, al brano contribuirono il quartetto d'archi Brodsky Quartet, Sheona White al flicorno contralto, Courtney Pine al sassofono soprano, il Visual Ministry Choir, la BBC Symphony Orchestra e il direttore d'orchestra Andrew Davis.
- Lou Reed
- Bono (U2)
- Skye Edwards (Morcheeba)
- David Bowie
- Suzanne Vega
- Elton John
- Boyzone
- Lesley Garrett

- Burning Spear
- Thomas Allen
- Heather Small (M People)
- Emmylou Harris
- Tammy Wynette
- Shane MacGowan (The Pogues)
- Dr. John
- Robert Cray

- Huey Morgan (Fun Lovin' Criminals)
- Ian Broudie (The Lightning Seeds)
- Gabrielle
- Evan Dando (The Lemonheads)
- Brett Anderson (Suede)
- Joan Armatrading
- Laurie Anderson
- Tom Jones

## Cover
Nel 1974 Patty Pravo registrò una versione rimasta inedita di Perfect Day dal titolo Una giornata perfetta, con il testo in italiano scritto da Maurizio Vandelli.

### Cover dei Duran Duran
Nel marzo 1995 i Duran Duran pubblicarono Perfect Day come primo singolo estratto dall'album di cover Thank You, uscito lo stesso anno. La canzone vide la partecipazione del batterista Roger Taylor, che aveva lasciato i Duran Duran nel 1986 e che in questo periodo si riunì alla band per registrare altre due tracce dell'album, Watching the Detectives e Jeepster (poi esclusa), comparendo anche in una esibizione a Top of the Pops. L'uscita del singolo venne accompagnata da un videoclip promozionale, girato nel mese di febbraio dal regista Nick Egan.
Nell'episodio dedicato ai Duran Duran del programma di VH1 Behind the Music, Lou Reed ha ammesso che la versione della band poteva essere definita addirittura migliore della sua: «Credo che la versione di Duran Duran di Perfect Day è forse la migliore reincisione di una mia canzone. Non sono sicuro di averla cantata come l'ha fatto Simon. Credo che l'abbia cantata meglio di me... L'hanno registrata nel modo in cui avrei voluto farlo io, il che è una grande emozione per me, quindi grazie Duran Duran».
Il singolo raggiunse il 28º posto nella Official Singles Chart il 25 marzo 1995.

#### Tracce
Oltre al 45 giri, uscito in edizione limitata con la cover di Femme Fatale dei Velvet Underground come lato B, i Duran Duran hanno pubblicato diverse versioni di Perfect Day nel 1995, con mix differenti e tracce bonus tra cui altre due cover non incluse nell'album: The Needle and the Damage Done di Neil Young e Come Up and See Me (Make Me Smile) di Steve Harley & Cockney Rebel.
- 7" (limited edition): Parlophone - DD 20 (UK)

1. Perfect Day (L. Reed) - 3:53
2. Femme Fatale (alternative mix) (L. Reed) - 4:14

- 7" (jukebox): Capitol Records - S7 18577 (USA)

1. Perfect Day (L. Reed) - 3:51
2. Success (D. Bowie, R. Gardiner) - 4:03

- MC: Capitol Records - 4KM 58392 4 (USA)

1. Perfect Day (L. Reed) - 3:53
2. White Lines (Wrapless Edit) (S. Robinson, M. Glover) - 4:32

- 2CD (cofanetto): Parlophone - CD DD 20 (UK)

1. Perfect Day (L. Reed) - 3:51
2. Love Voodoo (Duran Duran) - 7:36
3. The Needle and the Damage Done (N. Young) - 2:03
4. 911 Is a Joke (alternative version) (W. Drayton, K. Shocklee, E. Sadler) - 3:49
5. Perfect Day (L. Reed) - 3:53
6. Come Up and See Me (Make Me Smile) (S. Harley) - 4:58
7. Perfect Day (acoustic version) (L. Reed) - 3:45
8. Femme Fatale (alternative mix) (L. Reed) - 4:14

- CD (maxi single): Capitol Records C2 7243 8 58392 2 1 (USA)

1. Perfect Day (album version) (L. Reed) - 3:44
2. White Lines (S. Robinson, M. Glover) - 5:33
3. White Lines (Oakland Funk Edit) (S. Robinson, M. Glover) - 4:24
4. White Lines (Junior's Freestyle Edit) (S. Robinson, M. Glover) - 4:06
5. None of the Above (Remix) (Duran Duran) - 4:07

- CD (maxi single): Capitol Records C2 7243 8 58393 2 0 (USA)

1. Perfect Day (acoustic version) (L. Reed) - 3:46
2. White Lines (Junior's House Mix Edit) (S. Robinson, M. Glover) - 4:02
3. White Lines (Global Groove Edit) (S. Robinson, M. Glover) - 3:56
4. White Lines (Blizzard Mix) (S. Robinson, M. Glover) - 4:35
5. The Needle and the Damage Done (N. Young) - 2:02

- CD (promo): Parlophone CDINTPRO 1 (Europa)

1. Perfect Day (album version) (L. Reed) - 3:49

- CD (promo): Capitol Records DPRO-79599 (USA)

1. Perfect Day (album version) (L. Reed) - 3:53
2. Perfect Day (acoustic version) (L. Reed) - 3:44

#### Formazione
- Simon Le Bon - voce
- Warren Cuccurullo - chitarra
- John Taylor - basso
- Roger Taylor - batteria
- Nick Rhodes - tastiere
- Tessa Niles - cori

### Cover di Susan Boyle
La cantante britannica Susan Boyle ha pubblicato una cover di Perfect Day nel suo secondo album The Gift e come singolo nel 2010.
Nel settembre dello stesso anno, la cantante dovette cancellare all'ultimo minuto una performance nel programma America's Got Talent, dove aveva previsto di cantare proprio il brano di Lou Reed. Il motivo era che due ore prima dello show gli era stato detto che lo stesso Reed aveva negato il permesso di eseguire il brano e anche di includerlo nell'album che sarebbe uscito di lì a breve. Un paio di giorni dopo, rappresentanti di Lou Reed hanno dichiarato che l'artista non aveva avuto niente a che fare con la decisione e che si era trattato di un disguido nella concessione dell'autorizzazione.
Dopo due settimane, Reed ha acconsentito all'inclusione del brano nell'album di Susan Boyle ed ha accettato di produrne il videoclip, girato sulle rive di Loch Lomond.
Sempre nel 2010, Susan Boyle ha eseguito dal vivo Perfect Day durante due manifestazioni benefiche trasmesse da BBC One: Children in Need del 19 novembre e l'82º Royal Variety Performances del 9 dicembre.

### Altre cover
Tra gli altri artisti che hanno inciso una cover:
- Rob de Nijs in Tussen zomer en winter del 1977 (in lingua olandese dal titolo Lome Dag)
- i B.E.F. con Glenn Gregory in Music of Quality and Distinction Volume One del 1982
- i Wishes and Water nell'EP eponimo del 1985
- Blue Lou in Rock'n'Roll Clown del 1986
- i Tin Lids in Snakes & Ladders del 1992
- Helen Hoffner in Wild About Nothing del 1993
- Martin Plaza in Andy's Chest del 1994
- The Ukulele Orchestra of Great Britain in A Fist Full of Ukuleles del 1994
- Kirsty MacColl con Evan Dando nella raccolta Galore del 1995
- Rolf Harris in Can You Tell What It Is Yet? del 1997
- Chris Whitley con Billy Martin e Chris Wood in Perfect Day del 2000
- Dario in Love Is in the Air del 2001
- Scala & Kolacny Brothers in Dream On del 2004
- i T.S.O.L. in un EP del 2005
- i Leningrad Cowboys in Zombie's Paradise del 2006
- gli Exotique in Sax at Midnight del 2006
- Patti Smith nell'EP promozionale Two More del 2007
- i BeerBong in Punk Remake - Vol. 1 del 2007
- Liane Carroll in Dolly Bird del 2007
- Amanda Lear in Brief Encounters del 2009
- gli Orange in Phoenix del 2009
- Paul Capsis in Make Me a King del 2010
- The Jolly Boys con Albert Minott in Great Expectation del 2010
- La Femme Verte in Small Distortions del 2010
- i Fathom Lane nell'album eponimo del 2013
- Cristiano Godano e Giancarlo Onorato in Ex Live del 2014
- i Pain of Salvation in Falling Home del 2014
- Shovels & Rope con la Preservation Hall Jazz Band in Busted Jukebox Volume 1 del 2015
- Manuel Agnelli in An evening with Manuel Agnelli del 2019